# Petit-Bersac
Petit-Bersac is een gemeente in het Franse departement Dordogne (regio Nouvelle-Aquitaine) en telt 195 inwoners (1999). De plaats maakt deel uit van het arrondissement Périgueux.

## Geografie
De oppervlakte van Petit-Bersac bedraagt 11,1 km², de bevolkingsdichtheid is 17,6 inwoners per km².
De onderstaande kaart toont de ligging van Petit-Bersac met de belangrijkste infrastructuur en aangrenzende gemeenten.

## Demografie
Onderstaande figuur toont het verloop van het inwonertal (bron: INSEE-tellingen).